# 北爱尔兰行政区划
| 北爱尔兰行政区 | 北爱尔兰行政区 |
| -------------- | -------------- |
| 主权国家       | 英国           |
| 构成国         | 北爱尔兰       |
| 一级           | 行政区         |
| 二级           | 民政教区       |

北爱尔兰被分為11个區。 因受北爱尔兰政治因素影響，每一個區/市議會（District/City/Borough Council）擁有康樂文化、市政衛生、本地經濟、屋宇管理等事務權利之外，其餘（包括教育、規劃）一律由高層次機關負責。

## 行政區劃列表
|  | 请大家补充行政区名。 |

行政区为单一层级（single-tier）的行政区，似单一管理区，政府有原先县和区2级行政区的权限。
该层级的行政区共有11个行政区，依种类可分市（city）、自治市镇（borough）和区（district）。
| 地圖 代號 | ISO代码 | 主要地区                 | 英文名 | 类别 |
| --------- | ------- | ------------------------ | ------ | ---- |
| 1         | BFS     | 贝尔法斯特               |        | 市   |
| 2         | AND     | 阿兹-北唐                |        | 市镇 |
| 3         | ANN     | 安特里姆-纽顿阿比        |        | 市镇 |
| 4         | LBC     | 利斯本-卡斯尔雷          |        | 市镇 |
| 5         | NMD     | 纽里-莫恩-唐             |        | 区   |
| 6         | ABC     | 阿马市-班布里奇-克雷加文 |        | 市镇 |
| 7         | MEA     | 中-东安特里姆            |        | 市镇 |
| 8         | CCG     | 堤道海岸-峡谷            |        | 市镇 |
| 9         | MUL     | 中阿尔斯特               |        | 区   |
| 10        | DRS     | 德里市和斯特拉班         |        | 市镇 |
| 11        | FMO     | 弗马纳-奥马              |        | 区   |

## 区划變化
北愛爾蘭行政区於1973年將1898年設立的六個郡分割成26個區，2015年4月再合併為11行政區。

### 六大郡（1898年-1973年）
主条目：北愛爾蘭六大郡
北愛爾蘭地域由以下六大郡組成：
- 安特里姆郡（County Antrim）
- 阿馬郡（County Armagh）
- 唐郡（County Down）

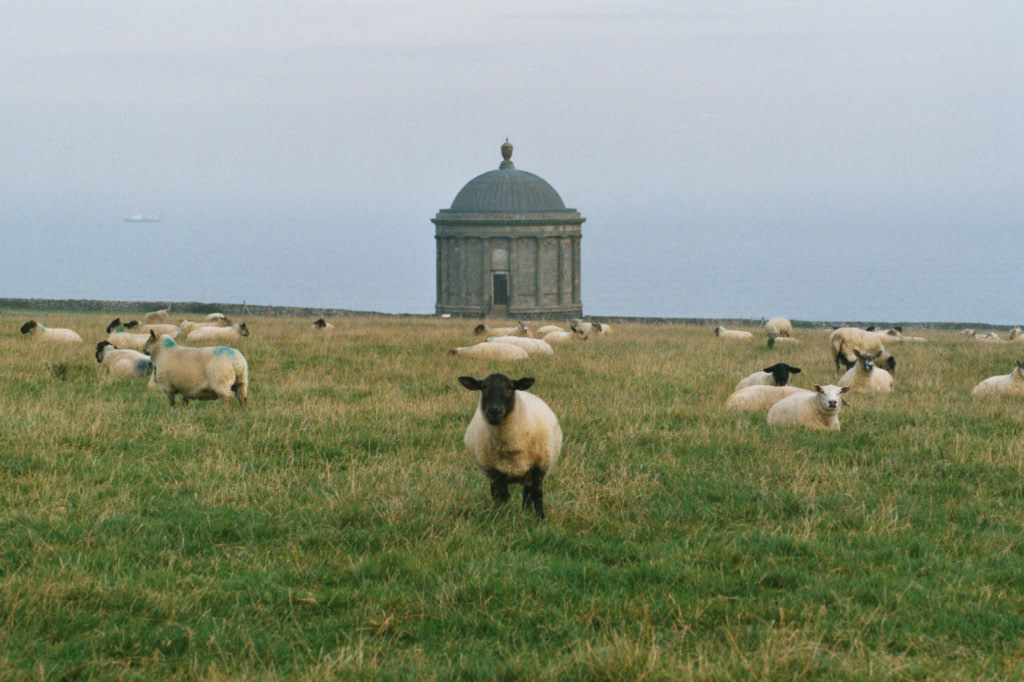
位於德里郡的馬森登神殿

- 弗馬納郡（County Fermanagh）
- 倫敦德里郡（County Londonderry）[註 1]
- 蒂龍郡（County Tyrone）

### 26區（1973年-2015年）
- Belfast
- 利斯本
- 德里 (北愛爾蘭)
- Newry and Mourne
- 克雷加文
- 紐敦阿比
- North Down
- Ards
- Down
- Castlereagh
- 巴利米納
- Fermanagh
- 阿馬
- 科爾雷因
- Dungannon and South Tyrone
- Antrim
- 奧馬
- 班布里奇 (北愛爾蘭)
- Magherafelt
- 斯特拉班
- Carrickfergus
- 庫克斯敦
- 利馬瓦迪
- 拉恩
- Ballymoney
- Moyle

### 11行政区（2015年-至今）
- 安特里姆與紐頓阿比區
- Ards and North Down
- Armagh City, Banbridge and Craigavon
- Belfast
- Causeway Coast and Glens
- Derry and Strabane
- Fermanagh and Omagh
- Lisburn and Castlereagh
- Mid and East Antrim
- Mid Ulster
- Newry, Mourne and Down

## 城市
以下為北愛爾蘭五座城市：
- 貝爾法斯特
- 伦敦德里[註 2]
- 紐里
- 阿馬
- 利斯本

## 外部連結
- WWW.XZQH (行政区划) 北爱尔兰网页 中文
- OnlineNI - Local Council Websites
- NI Local Government Association（页面存档备份，存于）
- Review of Public Administration NI
- Macrory Report（页面存档备份，存于）
- Local Government (Boundaries) Act (Northern Ireland) 1971（页面存档备份，存于）